# Paul Berf
Paul Berf (* 23. November 1963 in Frechen) ist ein deutscher literarischer Übersetzer.

## Leben
Paul Berf absolvierte ein Studium der Skandinavistik, Germanistik und Anglistik, das er mit dem Magistergrad abschloss. Anschließend war er als Verlagslektor tätig. Er lebt heute als freier Übersetzer in Köln. Berf übersetzt erzählende Werke und Lyrik aus dem Schwedischen, Norwegischen und Dänischen ins Deutsche. Er ist Mitglied im Verband deutschsprachiger Übersetzer literarischer und wissenschaftlicher Werke. 2005 wurde er mit dem Übersetzerpreis der Schwedischen Akademie ausgezeichnet, 2014 erhielt er den Jane-Scatcherd-Preis für Übersetzer „für seine kongeniale Übersetzung des Romanprojekts des norwegischen Autors Karl Ove Knausgård“.

## Werke
- Reisen durch Zeit und Raum, eine thematische Analyse von Gunnar Ekelöfs „En Mölna-Elegi“. Morsbach 1995, ISBN 3-927153-32-X.

## Herausgeberschaft
- mit Gert Kreutzer: Im Herzen ein Strom. Köln 1997.
- mit Astrid Surmatz: Astrid Lindgren. Frankfurt am Main 2000.

## Übersetzungen
- Henrik Berggren: Olof Palme. München 2011 (übersetzt mit Susanne Dahmann)
- Cilla Börjlind: Die Springflut. München 2013
- Håkan Bravinger: Ein unversöhnliches Herz. München 2010
- Sigrid Combüchen: Was übrig bleibt. München 2012
- Stig Dagerman: Deutscher Herbst. Berlin 2021
- Peter Englund: Menschheit am Nullpunkt. Stuttgart 2001
- Kjell Eriksson: Die grausamen Sterne der Nacht. Wien 2005
- Kjell Eriksson: Nachtschwalbe. München 2008.
- Kjell Eriksson: Das Steinbett. Leipzig 2002.
- Kjell Eriksson: Der Tote im Schnee. Leipzig 2003.
- Tomas Espedal: Gehen oder Die Kunst ein wildes und poetisches Leben zu führen. Berlin 2011
- Aris Fioretos: Flucht und Verwandlung. Berlin 2010
- Aris Fioretos: Die halbe Sonne. München 2013.
- Aris Fioretos: Der letzte Grieche. München 2011.
- Aris Fioretos: Das Maß eines Fußes. München 2008.
- Aris Fioretos: Mein schwarzer Schädel. Berlin 2003.
- Aris Fioretos: Die Seelensucherin. Köln 2000.
- Aris Fioretos: Die Wahrheit über Sascha Knisch. Köln 2003.
- Torbjörn Flygt: Made in Sweden. Bergisch Gladbach 2004
- Tua Forsström: Ich habe einen Bernsteinring, der durchs Seewasser schimmert. Horn 2007
- Inger Frimansson: Gute Nacht, mein Geliebter. München 2002
- Inger Frimansson: Die Insel der nackten Frauen. München 2004.
- Inger Frimansson: Die Katze, die nicht sterben wollte. München 2004.
- Inger Frimansson: Die Skrupellose. München 2006.
- Kirsten Holst: Du sollst nicht töten! Dortmund 2000.
- Jonas Karlsson: Das Zimmer. München 2016.
- Lars Kepler: Flammenkinder. Köln 2012
- Lars Kepler: Der Hypnotiseur. Köln 2010.
- Lars Kepler: Paganinis Fluch. Köln 2011.
- Lars Kepler: Der Sandmann. Köln 2014.
- Karl Ove Knausgård: Alles hat seine Zeit. München 2007
- Karl Ove Knausgård: Lieben. München 2012.
- Karl Ove Knausgård: Spielen. München 2013.
- Karl Ove Knausgård: Sterben. München 2011.
- Karl Ove Knausgård: Träumen. München 2015.
- Karl Ove Knausgård: Aus der Welt. München 2020.
- Karl Ove Knausgård: Der Morgenstern. München 2022.
- Karl Ove Knausgård: Die Wölfe aus dem Wald der Ewigkeit. München 2023.
- Karl Ove Knausgård: Der Roman ist die Form des Teufels. München 2023.
- Gunnar Kopperud: Schmerzlich vermisst. Stuttgart 2004
- Selma Lagerlöf: Die Geschichte von Gösta Berling. München 2007
- Åsa Linderborg: Ich gehöre keinem. München 2009
- John Ajvide Lindqvist: Im Verborgenen. Köln 2010
- John Ajvide Lindqvist: Menschenhafen. Bergisch Gladbach 2009.
- John Ajvide Lindqvist: So finster die Nacht. Bergisch Gladbach 2007.
- John Ajvide Lindqvist: So ruhet in Frieden. Bergisch Gladbach 2008.
- Henning Mankell: Das Auge des Leoparden. Wien 2004
- Henning Mankell: Hunde von Riga. Berlin 1993 (übersetzt mit Barbara Sirges)
- Henning Mankell: Mörder ohne Gesicht. Berlin 1993 (übersetzt mit Barbara Sirges)
- Liza Marklund: Paradies. Hamburg 2002
- Liza Marklund: Der rote Wolf. Hamburg 2004.
- Ellen Mattson: Das blaue Bild, Stuttgart 2001.
- Ellen Mattson: Das Freudenufer. München 2012.
- Magnus Montelius: Ein Freund aus alten Tagen. München u. a. 2013
- Cilla Naumann: Eriks Zimmer. München 2003.
- Håkan Nesser: Am Abend des Mordes. München 2012.
- Håkan Nesser: Die Lebenden und Toten von Winsford. München 2014.
- Håkan Nesser: Elf Tage in Berlin. München 2015.
- Fredrik Sjöberg: Die Fliegenfalle. Frankfurt am Main 2008.
- Fredrik Sjöberg: Die Kunst zu fliehen. Berlin 2012.
- Fredrik Sjöberg: Der Rosinenkönig oder Von der bedingungslosen Hingabe an seltsame Passionen. Berlin 2011.
- Fredrik Sjöberg: Wozu macht man das alles? Geschichten und Essays. Hanser, München 2016, ISBN 978-3-446-25064-2.
- Maj Sjöwall: Endstation für neun. Reinbek bei Hamburg 2008.
- Maj Sjöwall: Der Mann auf dem Balkon. Reinbek bei Hamburg 2008.
- Maj Sjöwall: Verschlossen und verriegelt. Reinbek bei Hamburg 2008.
- Andreas Tjernshaugen: Das verborgene Leben der Meisen. Insel, Berlin 2017, ISBN 978-3-458-17723-4.
- Linn Ullmann: Mädchen, 1983, Luchterhand, München 2025, ISBN 978-3-630-87721-1.
- Jerker Virdborg: Felsland. München 2010.
- Torkel S. Wächter: 32 Postkarten. Hamburg 2014.
- Kjell Westö: Geh nicht einsam in die Nacht. München 2013.
- Kjell Westö: Tante Elsie und mein letzter Sommer. München 2006.
- Kjell Westö: Das Trommeln des Regens. München 2008.
- Kjell Westö: Das Trugbild. München 2014.
- Kjell Westö: Vom Risiko, ein Skrake zu sein. München 2005.
- Kjell Westö: Wo wir einst gingen. München 2008.
- Carl-Henning Wijkmark: Die Jäger auf Karinhall. Berlin 2007.
- Carl-Henning Wijkmark: Nahende Nacht. Berlin 2009.
- Wo Erde und Himmel sich berühren. Petersberg 2008 (übersetzt mit Birgit Hillje).